# Ehmej
Ehmej (en arabe :إهمج) est une municipalité du District de Jbeil. Le village est situé en montagne et surplombe la ville de Byblos. Cette localité est peuplée presque exclusivement par des maronites. Ce village est situe à environ 40 km au nord de Beyrouth.
Le village est le point de départ de deux variantes du parcours principal du Lebanon Mountain Trail, sentier de grande randonnée qui traverse tout le massif du Mont Liban.
Ehmej est jumelée avec Ploemeur en France.